# Mehdi Ghayedi
Mehdi Ghayedi (in persiano مهدی قایدی‎; Bushehr, 5 dicembre 1998) è un calciatore iraniano, attaccante dell'Ittihad Kalba, in prestito dallo Shabab Al-Ahli, e della nazionale iraniana.

## Caratteristiche tecniche
È un'ala sinistra.

## Carriera

### Club
Nato a Bushehr, inizia a giocare a calcio nell'Iranjavan dove rimane fino al trasferimento all'Esteghlal nel 2017. Fa il suo esordio nella prima divisione iraniana il 4 agosto 2017 in occasione dell'incontro pareggiato 0-0 contro l'Esteghlal Khuzestan.
Nel gennaio del 2021 viene premiato come miglior giovane giocatore dell'AFC nel 2020.

### Nazionale
Ha giocato nelle nazionali giovanili iraniane Under-20 ed Under-23.
L'8 ottobre 2020 debutta con la nazionale maggiore in occasione dell'amichevole vinta 2-1 contro l'Uzbekistan; il 12 novembre seguente va a segno nel match vinto 2-0 contro la Bosnia ed Erzegovina.
Il 14 gennaio 2024 segna nella vittoria per 4-1 della sua nazionale contro la Palestina e si ripeterà 5 giorni più tardi, il 19 gennaio 2024 in cui segna l'unico gol nella partita vinta contro Hong Kong, valida per il primo turno della Coppa d'Asia.

## Statistiche
Statistiche aggiornate al 2 giugno 2021.

### Presenze e reti nei club
| Stagione        | Squadra         | Campionato      | Campionato | Campionato | Coppe nazionali | Coppe nazionali | Coppe nazionali | Coppe continentali | Coppe continentali | Coppe continentali | Altre coppe | Altre coppe | Altre coppe | Totale | Totale | Totale |
| Stagione        | Squadra         | Comp            | Pres       | Reti       | Comp            | Pres            | Reti            | Comp               | Pres               | Reti               | Comp        | Pres        | Reti        | Pres   | Reti   |        |
| --------------- | --------------- | --------------- | ---------- | ---------- | --------------- | --------------- | --------------- | ------------------ | ------------------ | ------------------ | ----------- | ----------- | ----------- | ------ | ------ | ------ |
| 2017-2018       | Esteghlal       | PL              | 12         | 0          | CI              | 1               | 0               | ACL                | 1                  | 0                  |             | -           | -           | 14     | 0      |        |
| 2018-2019       | Esteghlal       | PL              | 20         | 3          | CI              | 2               | 0               | ACL                | 3                  | 0                  |             | -           | -           | 25     | 3      |        |
| 2019-2020       | Esteghlal       | PL              | 30         | 10         | CI              | 5               | 2               | ACL                | 6                  | 3                  |             | -           | -           | 41     | 15     |        |
| 2020-2021       | Esteghlal       | PL              | 22         | 4          | CI              | 2               | 0               | ACL                | 6                  | 3                  |             | -           | -           | 30     | 7      |        |
| Totale carriera | Totale carriera | Totale carriera | 74         | 17         |                 | 10              | 2               |                    | 16                 | 6                  |             | -           | -           | 100    | 25     |        |

### Cronologia presenze e reti in nazionale
| Cronologia completa delle presenze e delle reti in nazionale ― Iran | Cronologia completa delle presenze e delle reti in nazionale ― Iran | Cronologia completa delle presenze e delle reti in nazionale ― Iran | Cronologia completa delle presenze e delle reti in nazionale ― Iran | Cronologia completa delle presenze e delle reti in nazionale ― Iran | Cronologia completa delle presenze e delle reti in nazionale ― Iran | Cronologia completa delle presenze e delle reti in nazionale ― Iran | Cronologia completa delle presenze e delle reti in nazionale ― Iran |
| Data                                                                | Città                                                               | In casa                                                             | Risultato                                                           | Ospiti                                                              | Competizione                                                        | Reti                                                                | Note                                                                |
| ------------------------------------------------------------------- | ------------------------------------------------------------------- | ------------------------------------------------------------------- | ------------------------------------------------------------------- | ------------------------------------------------------------------- | ------------------------------------------------------------------- | ------------------------------------------------------------------- | ------------------------------------------------------------------- |
| 8-10-2020                                                           | Tashkent                                                            | Uzbekistan                                                          | 1 – 2                                                               | Iran                                                                | Amichevole                                                          | -                                                                   | 75’                                                                 |
| 12-11-2020                                                          | Sarajevo                                                            | Bosnia ed Erzegovina                                                | 0 – 2                                                               | Iran                                                                | Amichevole                                                          | 1                                                                   | 84’                                                                 |
| 7-6-2021                                                            | Riffa                                                               | Bahrein                                                             | 0 – 3                                                               | Iran                                                                | Qual. Mondiali 2022                                                 | -                                                                   | 83’                                                                 |
| 11-6-2021                                                           | Riffa                                                               | Cambogia                                                            | 0 – 10                                                              | Iran                                                                | Qual. Mondiali 2022                                                 | 1                                                                   | 55’                                                                 |
| 15-6-2021                                                           | Arad                                                                | Iran                                                                | 1 – 0                                                               | Iraq                                                                | Qual. Mondiali 2022                                                 | -                                                                   | 78’                                                                 |
| 7-9-2021                                                            | Doha                                                                | Iraq                                                                | 0 – 3                                                               | Iran                                                                | Qual. Mondiali 2022                                                 | -                                                                   | 90+3’                                                               |
| 12-10-2021                                                          | Teheran                                                             | Iran                                                                | 1 – 1                                                               | Corea del Sud                                                       | Qual. Mondiali 2022                                                 | -                                                                   | 90’                                                                 |
| 16-11-2021                                                          | Amman                                                               | Siria                                                               | 0 – 3                                                               | Iran                                                                | Qual. Mondiali 2022                                                 | -                                                                   | 90’                                                                 |
| 13-6-2023                                                           | Biškek                                                              | Iran                                                                | 6 – 1                                                               | Afghanistan                                                         | CAFA Nations Cup 2023 - 1º turno                                    | -                                                                   | 68’                                                                 |
| 20-6-2023                                                           | Tashkent                                                            | Uzbekistan                                                          | 0 – 1                                                               | Iran                                                                | CAFA Nations Cup 2023 - Finale                                      | -                                                                   | 46’                                                                 |
| 5-1-2024                                                            | Kish Island                                                         | Iran                                                                | 2 – 1                                                               | Burkina Faso                                                        | Amichevole                                                          | -                                                                   | 46’ 76’                                                             |
| 9-1-2024                                                            | Al Rayyan                                                           | Iran                                                                | 5 – 0                                                               | Indonesia                                                           | Amichevole                                                          | 2                                                                   | 46’                                                                 |
| 14-1-2024                                                           | Al Rayyan                                                           | Iran                                                                | 4 – 1                                                               | Palestina                                                           | Coppa d'Asia 2023 - 1º turno                                        | 1                                                                   | 46’                                                                 |
| 19-1-2024                                                           | Al Rayyan                                                           | Hong Kong                                                           | 0 – 1                                                               | Iran                                                                | Coppa d'Asia 2023 - 1º turno                                        | 1                                                                   | 65’                                                                 |
| 23-1-2024                                                           | Al Rayyan                                                           | Iran                                                                | 2 – 1                                                               | Emirati Arabi Uniti                                                 | Coppa d'Asia 2023 - 1º turno                                        | -                                                                   | 67’                                                                 |
| 31-1-2024                                                           | Doha                                                                | Iran                                                                | 1 – 1 dts (5 – 3 dtr)                                               | Siria                                                               | Coppa d'Asia 2023 - 1º turno                                        | -                                                                   | 63’                                                                 |
| 21-3-2024                                                           | Tehran                                                              | Iran                                                                | 5 – 0                                                               | Turkmenistan                                                        | Qual. Mondiali 2026                                                 | -                                                                   | 70’                                                                 |
| 26-3-2024                                                           | Ashgabat                                                            | Turkmenistan                                                        | 0 – 1                                                               | Iran                                                                | Qual. Mondiali 2026                                                 | 1                                                                   | 70’                                                                 |
| 6-6-2024                                                            | Hong Kong                                                           | Hong Kong                                                           | 2 – 4                                                               | Iran                                                                | Qual. Mondiali 2026                                                 | -                                                                   |                                                                     |
| 5-9-2024                                                            | Fulad Shahr                                                         | Iran                                                                | 1 – 0                                                               | Kirghizistan                                                        | Qual. Mondiali 2026                                                 | -                                                                   | 60’                                                                 |
| 10-9-2024                                                           | al-'Ayn                                                             | Emirati Arabi Uniti                                                 | 0 – 1                                                               | Iran                                                                | Qual. Mondiali 2026                                                 | 1                                                                   | 48’ 57’                                                             |
| 10-10-2024                                                          | Tashkent                                                            | Uzbekistan                                                          | 0 – 0                                                               | Iran                                                                | Qual. Mondiali 2026                                                 | -                                                                   | 55’                                                                 |
| 15-10-2024                                                          | Dubai                                                               | Iran                                                                | 4 – 1                                                               | Qatar                                                               | Qual. Mondiali 2026                                                 | -                                                                   | 53’ 77’                                                             |
| 14-11-2024                                                          | Vientiane                                                           | Corea del Nord                                                      | 2 – 3                                                               | Iran                                                                | Qual. Mondiali 2026                                                 | 1                                                                   | 54’                                                                 |
| 19-11-2024                                                          | Biškek                                                              | Kirghizistan                                                        | 2 – 3                                                               | Iran                                                                | Qual. Mondiali 2026                                                 | -                                                                   | 63’                                                                 |
| 20-3-2025                                                           | Tehran                                                              | Iran                                                                | 2 – 0                                                               | Emirati Arabi Uniti                                                 | Qual. Mondiali 2026                                                 | -                                                                   | 77’                                                                 |
| 25-3-2025                                                           | Teheran                                                             | Iran                                                                | 2 – 2                                                               | Uzbekistan                                                          | Qual. Mondiali 2026                                                 | -                                                                   | 90+2’                                                               |
| Totale                                                              |                                                                     | Presenze                                                            | 27                                                                  |                                                                     | Reti                                                                | 9                                                                   |                                                                     |

## Palmarès

### Club

#### Competizioni nazionali
- Coppa d'Iran: 1

Esteghlal: 2017-2018
- Supercoppa d'Iran: 1

Esteghlal: 2022